# Лебединська сільська рада (Голованівський район)
| Лебединська сільська рада — колишній орган місцевого самоврядування у Голованівському районі Кіровоградської області з адміністративним центром у с. Лебединка. Сільській раді підпорядковані населені пункти: - с. Лебединка - с. Лещівка - с. Табанове - с. Тернове |

## Склад ради
Рада складалася з 16 депутатів та голови.

### Керівний склад ради
| ПІБ                        | Основні відомості                                   | Дата обрання | Дата звільнення |
| -------------------------- | --------------------------------------------------- | ------------ | --------------- |
| Пташник Михайло Васильович | Сільський голова, 1959 року народження, освіта      | 26.03.2006   | 31.10.2010      |
| Пташник Михайло Васильович | Сільський голова, 1959 року народження, освіта вища | 31.10.2010   |                 |

Примітка: таблиця складена за даними джерела

## Населення
Згідно з переписом УРСР 1989 року чисельність наявного населення сільської ради становила 815 осіб, з яких 344 чоловіки та 471 жінка.
За переписом населення України 2001 року в сільській раді мешкало 668 осіб.

### Мова
Розподіл населення за рідною мовою за даними перепису 2001 року:
| Мова       | Відсоток |
| ---------- | -------- |
| українська | 98,21 %  |
| російська  | 1,20 %   |
| молдовська | 0,60 %   |